# William Hart
Pour les articles homonymes, voir Hart.
William Hart est un prêtre et martyr catholique anglais, né en 1558 à Wells dans le somerset et mort exécuté le 15 mars 1583 à York. Reconnu martyr par l'Église catholique il a été béatifié en 1886 par le pape Léon XIII en compagnie de 53 autres martyrs comme lui. Il apparaît aussi dans la liste des martyrs de Douai. William Hart est fêté le 15 mars. 

## Biographie
Né Wells (en Angleterre), William fut élevé dans la Communion anglicane au Collège Lincoln d'Oxford. Plus tard converti au catholicisme, il fait ses études au séminaire anglais de Douai, puis à Reims et à Rome. Ordonné prêtre en 1581, il retourne alors en Angleterre où il est trahi par un apostat. William fut arrêté et exécuté à York le 15 mars 1583.